# Салихов, Шоди
Шоди Салихов (Шоди Солех, род. 10 января 1947 года, г. Душанбе, Ленинский район) — советский и таджикский актёр, режиссёр и драматург. Заслуженный артист Таджикской ССР (1984). Народный артист Таджикистана (1996). Член Союза писателей Таджикистана (1998).

## Биография
| Дата       | Место занятости                                       | Род деятельности           |
| ---------- | ----------------------------------------------------- | -------------------------- |
| 1966—1971  | Москва. Театральный институт имени А. В. Луначарского | актёр театра и кино        |
| 1971—1988  | Государственный молодёжный театр имени Вахидова М.    | актёр                      |
| 1988—1990  | Драматический театр Лахути                            | директор                   |
| 1990—н. в. | Государственный театр молодёжи имени Вахидова М       | актёр, режиссёр, драматург |

Сыграл более 100 ролей в театре и более 20 ролей в кино.
Автор более 30 драматических произведении, 200 юмористических миниатюр, более 100 телевизионных и радио передач, музыкальные клипы, ролики, в которых из них играл роль.
Семейное положение Женат, имеет 6 детей
Образование — 1966—1971 Москва. Театральный институт имени А. В. Луначарского, актёр театра и кино.

## Фильмография

### Актёр
| Год  |   | Название                       | Роль                 |
| ---- | - | ------------------------------ | -------------------- |
| 1976 | ф | Семь похищенных женихов        | Гафар                |
| 1976 | ф | Сказание о Сиявуше             | Путан                |
| 1986 | ф | Здраствуйте Гульнора Рахимовна | председатель колхоза |
| 1986 | ф | Отчаянный рай                  |                      |
| 1988 | ф | Лифт                           | Кавказец, молодой    |
| 1991 | ф | Слёзы и меч                    | Абдукаюм             |
| 2007 | ф | Календарь ожидания             | Раис                 |
| 2009 | ф | Истинный полдень               | Салимсюрприз         |
| 2009 | ф | Fуруб                          | Саркор               |
| 2012 | ф | Эхзон                          | Абдухолик            |

## Пьесы
- 1983 — «Умед»
- 1986 — «Приговор»
- 1994 — «Бунт мертвецов»
- 1995 — «Носатый Ахмад»
- 1998 — «Зов Веков»
- 1999 — «Злой бай или пенкотерапия»
- 2000 — «Вперёд тётки»
- 2000 — «SarkhurhoiGhalberbadast»
- 2002 — «Трон султана Махмуда»
- 2004 — «Прощай, длинахвосток»
- 2005 — «Галстук и депутат»
- 2005 — «Настырный племянник»
- 2005 — «Пиявка и бабы террористы»
- 2007 — «Табарали едет в Японию»
- 2009 — «Незваный гость»
- 2010 — «Благословите отец»
- 2012 — «Подарок из миграции»
- 2013 — «Это голос дедушки Вани»
- 2016 — «Осенний листопад»
- 2017 — «Санта Клаус и Дедушка Каландар»
- 2019 — «Дар божий»

Как режиссёр постановщик поставил на телевидении пьесу С. Аюби «Памятник» 1994 года., «Носатый Ахмад» −1995 в Государственный молодёжный театр имени Вахидова, «Беспризорные сироты» −1997 в Союз театральных деятелей, «Вперёд Тётки», «Незваный гость», «Подарок из миграции» в Государственный молодёжный театр имени Вахидова.

## Спектакли
- 1988 — «Настырный племянник», государственный Академический театр имени А. Лахути
- 1991 — «Табарали едит в Японию», драматический театр А. Лахути
- 1995 — «Носатый Ахмад» и «Табарали едит в Японию», государственный театр Хорог имени М. Назарова
- 1995 — «Бунт мертвецов», институт искусств в городе Худжанде Академии художеств
- 2000 — «Настырный племянник», узбекский театр Ошской области Республики Кыргызстан
- 2008 — «Вперёд Тётки», Государственный молодёжный театр имени Вахидова
- 2015 — «Незваный гость», Государственный молодёжный театр имени Вахидова
- 2016 — «Подарок из миграции», Государственный молодёжный театр имени Вахидова

Снимал 15 видеороликов для обществ Красного Креста Таджикистана. Многие видеоролики были показаны на телевидении Таджикистана.
Некоторые из его рассказов были опубликованы в республиканских СМИ: «После хлопка» 1983 «, Вечеринка» s.. 1983 г., Друзья s.1988, Клеветники 1983 года в газете «Adabiyot ва Санъат».
При поддержке Союза Театральных деятелей были изданы книги "Бунт мертвецов " в 1994 году.
Работы Шоди Солех взяли высокие оценки в семинар конкурсах драматических произведении. «Злой бай или пенкотерапия» 2000 год и «Зов веков» 2002 года.
Другие книги Шоди Солех находится в издании Адиб издательстве.

## Книги
- 1994 — «Бунт мертвецов»
- 2005 — «Настырный племянник»
- 2011 — «Это уже слишком»
- 2020 — «Благословите отец»

Автор и исполнитель радио сериал «Лекарство от всех недуг» при поддержке ЮНЕСКО, Фонд Организации Объединённых Наций по вопросам народонаселения, Общественная организация «Гендер и развитие», 2000—2004.
Автор и исполнитель radioserial «Не ломай своими руками» при поддержке ПРООН, мобильный театр — 24 показа по стране Таджикистан, 2006—2007 годы.
Автор драмы «Пoкa корень в воде» при поддержке ООН и ВИЧ / СПИД
Автор и продюсер этнографического фильма «Хлеб Раштона», 2007, При поддержке InternewsNetwork

## Награды
- 1984 — Заслуженный артист Таджикикской ССР
- 1996 — Народный артист Таджикистана
- 1998 — Член Союза писателей Таджикистана